# حق‌نظر
حق‌نظر (ترکی آذربایجانی: Hagnəzər) یک منطقهٔ مسکونی در جمهوری آرتساخ است که در استان کاشاتاق واقع شده‌است.